# Marcello Cini
Marcello Cini (Firenze, 29 luglio 1923 – Roma, 22 ottobre 2012) è stato un fisico e ambientalista italiano, impegnato in attività di ricerca nell'ambito delle particelle elementari, della meccanica quantistica e dei processi stocastici.

## Biografia
Laureato in fisica ed ingegneria, iniziò a insegnare a 28 anni per poi divenire professore ordinario della cattedra di fisica teorica all'Università degli Studi di Catania fino al 1957.
È stato professore emerito all'Università La Sapienza di Roma, chiamato da Edoardo Amaldi nel 1957 per la cattedra di Istituzioni di Fisica teorica e in seguito di Teorie quantistiche . È stato inoltre vicedirettore della rivista internazionale "Il Nuovo Cimento".
Dagli anni settanta ha accompagnato questa attività con studi di storia della scienza e di epistemologia, e interventi su varie riviste e sul quotidiano "Il manifesto", di cui fu tra i fondatori, scelta che gli costò la radiazione dal Partito Comunista Italiano nel 1970.
Nel 1967 fece parte del Tribunale Russell sui diritti dell'uomo, visitando il Vietnam durante la guerra e testimoniando le atrocità belliche.
È stato direttore della rivista SE/scienza esperienza fondata da Giulio Alfredo Maccacaro.
Tra le sue numerose pubblicazioni, ricordiamo l'Ape e l'Architetto (1976) (scritto insieme a Giovanni Ciccotti, Michelangelo De Maria e Giovanni Jona-Lasinio), Un paradiso perduto (1994), Dialoghi di un cattivo maestro (2001).
Ha ricevuto il premio Nonino 2004 "A un maestro italiano del nostro tempo".
È morto nel 2012, all'età di 89 anni. È sepolto nel cimitero acattolico di Roma.

## Lettera al rettore della Sapienza e polemica sulla lectio magistralis di Benedetto XVI
È l'autore della lettera, datata 14 novembre 2007 e indirizzata al Rettore della Università di Roma La Sapienza, nella quale si chiede di annullare la lectio magistralis di papa Benedetto XVI all'inaugurazione dell'anno accademico 2008 perché giudicato incongruo in relazione all'occasione.
Tale lettera, di cui una versione modificata è stata sottoscritta da 67 docenti, molti dei quali appartenenti al dipartimento di Fisica, ha provocato reazioni da più parti, in particolare dagli ambienti cattolici.
Nella Università romana ci sono state, in seguito, contestazioni alla visita del Papa, fino alla breve occupazione del Rettorato da parte di un gruppo di studenti.
Dopo tali disordini, il giorno 15 gennaio 2008, a tre giorni dalla sua visita, papa Benedetto XVI rinuncia a visitare l'ateneo romano, in quanto "si è ritenuto opportuno soprassedere all'evento".
La decisione del Pontefice ha provocato una accesa discussione tra i difensori della laicità dell'istituzione universitaria e i sostenitori del diritto del Pontefice a presenziare e parlare in un consesso accademico.

## Candidatura alle elezioni regionali 2010 nel Lazio
Cini ha accettato la candidatura alle elezioni regionali laziali, come capolista di Sinistra Ecologia Libertà, movimento politico guidato da Nichi Vendola.

## Opere
- L'ape e l'architetto (1976)
- Il gioco delle regole (1982)
- Trentatré variazioni su un tema (1990)
- Oltre il riduzionismo (1991)
- (curatore, con Jean-Marc Lévy-Leblond), Quantum Theory without Reduction (1991),  Ed. Adam-Hilger
- Un paradiso perduto (1994)
- Dialoghi di un cattivo maestro (2001)
- Il supermarket di Prometeo (2006)
- Lo spettro del capitale. Per una critica dell'economia della conoscenza, con Sergio Bellucci, 2009
- Theoretical concepts of Quantum Mechanics  (2012)